# Luna 21
Luna 21 (em russo: Луна que significa lua), ou Luna E-8 No.3, identificada pela NASA como 1973-001A, foi a segunda missão bem sucedida usando a plataforma E-8, para o Programa Luna (um projeto soviético), tinha como objetivo, efetuar pousos suaves na Lua e liberar um veículo do tipo rover para se deslocar e efetuar pesquisas em solo lunar.

## A espaçonave
A espaçonave consistia de dois estágios interligados: um estágio de descida e um estágio de suporte do rover montado sobre o primeiro:
- O estágio de descida era um cilindro montado sobre um conjunto de tanques esféricos com quatro "pernas", um motor principal e jatos auxiliares para atuar durante a descida diminuindo a velocidade;
- O estágio de suporte ao rover, possuía um sistema de rampas desdobráveis que se estendiam depois do pouso permitindo que o rover descesse para a superfície lunar. O rover Lunokhod 2 era um veículo de formato semelhante ao de uma banheira, com uma espécie de "tampa" convexa sobre um conjunto de oito rodas independentes.

O Lunokhod era equipado com uma antena em forma de cone, uma antena em formato helicoidal altamente direcional, quatro câmeras de televisão e um penetrômetro para avaliar a densidade, compactação e propriedades mecânicas do solo lunar. Um espectroscópio de de raios-X, um telescópio de raios-x, detectores de raios cósmicos e um dispositivo a laser também estavam incluídos. O veículo era alimentado por células solares montadas na parte interna da "tampa".

## A missão

### Lançamento
O lançamento da Luna 21, ocorreu em 8 de Janeiro de 1973 as 06h55min38 UTC, através de um foguete Proton-K, a partir do Cosmódromo de Baikonur que a levou a uma órbita de espera intermediária e em seguida impulsionada em direção à Lua.

### Percurso, órbita e pouso
Em 12 de Janeiro o retrofoguete principal foi acionado e ela entrou numa órbita de 90 x 100 km e 60° de inclinação, manobras de correção executadas em 13 e 14 de Janeiro, o perilúnio foi baixado para 16 km de altitude. Em 15 de Janeiro, depois de 40 órbitas os retrofoguetes foram acionados e a espaçonave entrou em queda livre. A uma altitude de 750 m os motores principais foram acionados diminuindo a velocidade de queda até cerca de 22 m de altura. Nesse ponto, os motores principais foram desligados e os auxiliares entraram em ação, diminuindo a velocidade de queda até cerca de 1,5 m da superfície, quando os motores foram cortados. O pouso ocorreu as 23h35 UTC na cratera Le Monnier, nas coordenadas 25,85° N, 30,45° E, entre o Mare Serenitatis e os Montes Taurus.

### O rover
Menos de três horas depois do pouso, o rover Lunokhod 2 desceu a rampa para a superfície lunar as 01h14min00 UTC 16 de Janeiro de 1973. Ele era uma versão melhorada do seu antecessor, com 840 kg, era equipado com uma câmera de TV a mais, um sistema de tração melhorado, e mais instrumentos científicos embarcados. Ao final do seu primeiro "dia lunar" (29,5 dias da Terra), ele já havia percorrido uma distância maior que o Lunokhod 1 durante toda a sua vida útil. O Lunokhod 2 percorreu cerca de 42 km e retornou mais de 80 000 imagens de TV, e 86 fotografias panorâmicas de alta resolução. Além disso, efetuou centenas de análises de solo com o espectrômetro de raios-X, e também um penetrômetro em vários locais diferentes. Em 9 de Maio, o rover acidentalmente rolou pela borda de uma cratera, fazendo com que seus painéis solares e radiadores fossem cobertos por poeira, afetando a temperatura operacional do veículo. Depois de quase um mês de trabalho tentando salvar o rover, a agência de notícias soviética anunciou o fim da missão em 3 de Junho de 1973.

## Posse atual
A posse do Lunokhod 2 e da nave Luna 21 foi vendida pela Lavochkin Association para Richard Garriott, por US$ 68 500,00 em dezembro de 1993 num leilão realizado na Sotheby's em Nova Iorque.